# Azara (geslacht)
Azara is een geslacht van bedektzadigen uit de wilgenfamilie (Salicaceae). Het geslacht komt oorspronkelijk voor in de subtropische zones in Zuid-Amerika. Planten uit dit geslacht komen voornamelijk voor in de nattere bosgebieden en aan oevers. Voorheen werd het geslacht ingedeeld bij de familie Flacourtiaceae.
Azara-soorten zijn groenblijvende struiken die tussen de een en de acht meter hoog worden. Bij sommige soorten zijn de bladeren gepaard. Over het algemeen worden ze tussen de 1 en de 9 centimeter lang en tussen de 0,5 en 5 centimeter breed. Bij sommige soorten staan de bladeren echter tegenover staand op de takken. De bloemen zijn klein, geel of groen en hebben een sterke geur. De kelk is vier- of vijflobbig; de bloem bevat geen kroonbladeren. De meeldraden zijn opvallend lang. De bessen zijn zwart of rood van kleur en hebben een diameter van tussen de drie en tien millimeter.
Sommige cultivars worden gebruikt als sierplant en in de gematigde gebieden hebben de soorten een beschutte plek nodig om te kunnen groeien. Het geslacht is vernoemd naar de Spaanse diplomaat en beschermheer Nicolas de Azara (1730-1804).

## Soorten
Over het algemeen worden tien soorten onderscheiden:
- Azara alpina
- Azara Celastrina
- Azara dentata
- Azara integrifolia
- Azara lanceolata
- Azara microphylla
- Azara petiolaris
- Azara salicifolia
- Azara serrata
- Azara uruguayensis

Volgens NCBI (10 aug 2010) bestaat het geslacht uit de zes onderstaande soorten:
- Azara alpina
- Azara Celastrina
- Azara integrifolia
- Azara lanceolata
- Azara salicifolia
- Azara serrata

... · 
Azara · 
Banara · 
Casearia · 
Dovyalis · 
Flacourtia · 
Populus (Populier) · 
Salix (Wilg) · 
Xylosma · 
...